# Kærene
Kærene  er et fredet moseområde der ligger mellem Vesterø Havn og Byrum på Læsø. Det er ellers et af landets største moseområder med  småsøer og hedekær. Kærene er et udpræget rimmer og dopperlandskab. Det er dannet ved  at havet i sin tid, for 2-3000 år siden, dannede et system af langstrakte strandvolde (rimmer) med mellemliggende vandfyldte eller fugtige lavninger (dopper). Småsøer, der er dannet i dopper, vil pga. landhævning og tilgroning altid bevæge sig mod forsumpning og mosedannelse. 
I Kærenes vestlige del er tilgroningen langt fremme, og dette område er stort set utilgængeligt. Længere mod øst er der stadig en del åbne vandflader, heriblandt den særdeles smukke lobeliesø, Birkemose, som ligger tæt på vejen med det sigende navn: ”På Remmerne”. Remmer er den specielle Læsø’ske stavemåde for rimmer.

## Plantelivet
Store dele af Kærene består af næringsfattige hedekær og åbne vandflader. Vegetationen domineres af hedelyng, klokkelyng og mosepors . Sammen med disse vokser en række planter, som er sjældne i Danmark, fordi de sure og næringsfattige hedemoser er blevet en mangelvare. I juli lyser tusinder af benbræk op i mosen. Denne kønne liljeplante har sit navn fra en gammel overtro om, at køerne brækkede benene, hvis de åd planten. Endvidere findes brun næbfrø, hvid næbfrø, blåtop, plettet gøgeurt, tuekogleaks og de insektædende liden soldug og rundbladet soldug. 
Birkemose (eller Birkemosesig) er en meget smuk lobeliesø. Det er også en sjældenhed i dagens Danmark. Tvepibet lobelie vokser på lavt vand, hvor den har en bladroset i bunden og en 30-40 cm lang blomsterstilk over vandet. Tvepibet henfører til, at der er to langsgående luftkanaler i hvert blad. Lobelie vokser kun i sure, næringsfattige og klarvandede søer, og da det meste af den danske natur efterhånden lider af for mange næringsstoffer, er det blevet en yderst sjælden naturtype. Planten er også forsvundet fra en del af de tidligere voksesteder på Læsø.
I søen vokser også hvid åkande, som ellers er mest almindelig i næringsrige søer, og langs bredden finder vi kragefod og vandnavle.
Svinehaven, som er et lille løvskovsområde på sydsiden af vejen ”På Remmerne”, hører også under fredningen. Arealet er mest tilvokset med eg og birk, men rummer også en bestand af 3-4 m høje kristtjørn samt af den sjældne og statelige kongebregne.

## Dyrelivet
Der har i flere år ynglet traner i Kærene. Tranen er en af vore største og stateligste fugle; den er meget sky og forsigtig i yngletiden, men den har alligevel haft held til at brede sig adskillige steder i landet i de senere år. I Kærene har der i flere år været to ynglepar.

## Om fredningen
Fredningen indeholder de to lokaliteter Kærene og Svinehaven. De blev fredet i 1986, og fredningen udgør 148 hektar.
Det var Danmarks Naturfredningsforening, som rejste fredningssagen pga. de store landskabelige og naturvidenskabelige værdier i Kærene samt for Svinehavens vedkommende bestandene af kongebregne og kristtjørn. Det oprindelige fredningsforslag omfattede 315 ha, men blev pga. lokal modstand halveret under processen.
Arealerne i Kærene skal bevares som åbne sø-, kær-, mose- og hedearealer, og der er derfor fastsat bestemmelser om naturpleje i kendelsen. Det lille areal af Svinehaven skal bevares som skovmose.
Offentligheden har adgang til fods til de fredede områder efter de almindelige bestemmelser i Naturbeskyttelsesloven.